# ظفار، یمن
ظفار، یمن (به عربی: ظفار یریم) یک منطقهٔ مسکونی در یمن است که در اب واقع شده‌است.